# Wilfred Arthur
Wilfred Stanley Arthur, né le 7 décembre 1919 et mort le 23 décembre 2000, est un as et un officier supérieur de la Royal Australian Air Force (RAAF) pendant la Seconde Guerre mondiale. Communément appelé "Woof", et parfois "Wolf" ou "Wulf", il est officiellement crédité de dix victoires aériennes. En tant que commandant, il dirige des formations de combat au niveau des escadrons et des wings, devenant à 24 ans le plus jeune group captain de l'histoire de la RAAF.
Arthur s'engage dans l'armée de l'air le lendemain de la déclaration de guerre de l'Australie en septembre 1939. Il combat d'abord avec le No. 3 Squadron en Afrique du Nord, où il reçoit la Distinguished Flying Cross pour avoir abattu quatre avions en une seule sortie. Affecté dans le Pacifique Sud-Ouest, il commande d'abord le No. 75 Squadron, puis les No. 81 Wing et No. 78 Wing. Il reçoit l'Ordre du service distingué pour avoir continué à mener une attaque contre une formation de bombardiers japonais après avoir découvert que ses canons étaient inopérants, et est mentionné deux fois dans les dépêches. Arthur joue également un rôle de premier plan dans la « mutinerie de Morotai » d'avril 1945, à laquelle il donne son nom. Après sa démobilisation de l'armée de l'air après la guerre, il poursuite divers intérêts en Australie et au Vietnam et meurt en 2000 à l'âge de 81 ans.